# Lindavista, Hidalgo
Lindavista är en ort i Mexiko.   Den ligger i kommunen Zempoala och delstaten Hidalgo, i den sydöstra delen av landet, 70 km nordost om huvudstaden Mexico City. Lindavista ligger 2 374 meter över havet och antalet invånare är 2 180.
Terrängen runt Lindavista är platt åt sydost, men åt nordväst är den kuperad. Runt Lindavista är det ganska tätbefolkat, med 90 invånare per kvadratkilometer. Närmaste större samhälle är Pachuca de Soto, 12,1 km nordost om Lindavista. Trakten runt Lindavista består till största delen av jordbruksmark.